# Гранусільйо
Гранусільйо (ісп. Granucillo) — муніципалітет в Іспанії, у складі автономної спільноти Кастилія-і-Леон, у провінції Самора. Населення — 176 осіб (2010).
Муніципалітет розташований на відстані близько 260 км на північний захід від Мадрида, 65 км на північ від Самори.
На території муніципалітету розташовані такі населені пункти: (дані про населення за 2010 рік)
- Кункілья-де-Відріалес: 38 осіб
- Гранусільйо: 93 особи
- Гріхальба-де-Відріалес: 45 осіб

## Демографія
Динаміка населення (INE ):